# Campeonato Mundial de Gimnasia Artística de 1994 (I)
El XXIX Campeonato Mundial de Gimnasia Artística se celebró en Brisbane (Australia) entre el 19 y el 24 de abril de 1994 bajo la organización de la Federación Internacional de Gimnasia (FIG) y la Federación Australiana de Gimnasia. 
En este campeonato solo se efectuaron competiciones individuales, las competiciones por equipo se desarrollaron un par de meses más tarde en Dortmund (Alemania).

## Resultados

### Masculino
| Evento                 | Oro                                  | Plata                                                               | Bronce                                                      |
| ---------------------- | ------------------------------------ | ------------------------------------------------------------------- | ----------------------------------------------------------- |
| Concurso completo ind. | Ivan Ivankov Bielorrusia 57,012 pts. | Alexei Voropayev Rusia 56,924 pts.                                  | Vitali Sherbo Bielorrusia 56,350 pts.                       |
| Suelo                  | Vitali Sherbo Bielorrusia 9,725      | Neil Thomas · Reino Unido / · Ioannis Melissanidis · Grecia · 9,687 |                                                             |
| Caballo con arcos      | Marius Urzică Rumania 9,712          | Eric Poujade Francia 9,700                                          | Donghua Li · Suiza / · Vitali Marinich · Ucrania · 9,662    |
| Anillas                | Jury Chechi · Italia · 9,787         | Paul O'Neill Estados Unidos 9,725                                   | Valery Belenky · Alemania / · Dan Burinca · Rumania · 9,700 |
| Salto de potro         | Vitali Sherbo Bielorrusia 9,674      | Xiaoshuang Li China 9,618                                           | Hong Chul Yeo Corea del Sur 9,600                           |
| Paralelas              | Liping Huang China 9,775             | Rustam Sharipov · Ucrania · 9,612                                   | Alekséi Nemov Rusia 9,575                                   |
| Barra fija             | Vitali Sherbo Bielorrusia 9,687      | Zoltán Supola · Hungría · 9,537                                     | Ivan Ivankov Bielorrusia 9,500                              |

### Femenino
| Evento                 | Oro                                       | Plata                                  | Bronce                            |
| ---------------------- | ----------------------------------------- | -------------------------------------- | --------------------------------- |
| Concurso completo ind. | Shannon Miller Estados Unidos 39,274 pts. | Lavinia Miloşovici Rumania 39,236 pts. | Dina Kochetkova Rusia 39,125 pts. |
| Suelo                  | Dina Kochetkova Rusia 9,850               | Lavinia Miloşovici Rumania 9,837       | Gina Gogean Rumania 9,762         |
| Salto de potro         | Gina Gogean Rumania 9,812                 | Svetlana Khorkina Rusia 9,800          | Lavinia Miloşovici Rumania 9,787  |
| Barras asimétricas     | Li Luo China 9,912                        | Svetlana Khorkina Rusia 9,875          | Dina Kochetkova Rusia 9,850       |
| Barra                  | Shannon Miller Estados Unidos 9,875       | Lilia Podkopayeva · Ucrania · 9,737    | Oxana Fabrichnova Rusia 9,712     |

## Medallero
| Núm. | País           | Oro | Plata | Bronce | Total |
| ---- | -------------- | --- | ----- | ------ | ----- |
| 1    | Bielorrusia    | 4   | 0     | 2      | 6     |
| 2    | Rumania        | 2   | 2     | 3      | 7     |
| 3    | China          | 2   | 1     | 0      | 3     |
| 3    | Estados Unidos | 2   | 1     | 0      | 3     |
| 5    | Rusia          | 1   | 3     | 4      | 8     |
| 6    | Italia         | 1   | 0     | 0      | 1     |
| 7    | Ucrania        | 0   | 2     | 1      | 3     |
| 8    | Francia        | 0   | 1     | 0      | 1     |
| 8    | Grecia         | 0   | 1     | 0      | 1     |
| 8    | Hungría        | 0   | 1     | 0      | 1     |
| 8    | Reino Unido    | 0   | 1     | 0      | 1     |
| 12   | Alemania       | 0   | 0     | 1      | 1     |
| 12   | Corea del Sur  | 0   | 0     | 1      | 1     |
| 12   | Suiza          | 0   | 0     | 1      | 1     |
|      | TOTAL          | 12  | 13    | 13     | 38    |